# Gastrotheca espeletia
Gastrotheca espeletia és una espècie de granota de la família Amphignathodontidae. Habita a Colòmbia i l'Equador. El seu hàbitat natural inclou montans tropicals o subtropicals secs, zones d'arbustos a gran altitud, prades tropicals o subtropicals a gran altitud, rius, aiguamolls d'aigua dolça i corrents intermitents d'aigua dolça. Està amenaçada d'extinció per la pèrdua del seu hàbitat natural. És una espècie amenaçada.